# アフメド・ビン＝アリー・スタジアム
アフメド・ビン＝アリー・スタジアム（Ahmed bin Ali Stadium, アラビア語:  ملعب أحمد بن علي, 別名アル・ライヤーン・スタジアム）はカタール・ライヤーンのウンム・アル＝アファーイーにある多目的競技場である。主にサッカーの試合に用いられているが、陸上競技用のトラックもある。名前はカタールの首長（アミール）であったアフマド・ビン・アリー・アール＝サーニーに因む。
総合スポーツクラブで、カタール・スターズリーグに所属するサッカーチームも擁するアル・ライヤーンSCとアル・スィーリーヤSCが本拠地としている。

## 概要
ドーハの北西約1kmの砂漠に囲まれた場所に、ハリーファ国際スタジアムに次ぐ規模となる、収容人数21,282人（サッカー開催時）の多目的スタジアムとして2003年に開場した。2011年にはAFCアジアカップの会場としても使用された。
2022 FIFAワールドカップの試合会場とするため、2015年から2020年にかけて5万人規模（ワールドカップ時44,740人）に改築された。当初は既存スタンドを生かした拡張が計画されたが、最終的に全面改築が選択された。外周のファサード部分全体に膜を張りめぐらせ、最新の試合状況、試合結果、ニュース、広告などを投影する「メディア・ファサード」とする計画になっている。客席は見晴らしがよくかつ日陰になるよう設計される予定である。
スタジアムの落成式は、2020年12月18日のカタールの建国記念日であり、同国が2022 FIFAワールドカップの決勝戦を開催するちょうど2年前に行われた。
2022 FIFAワールドカップ本大会の前には、本大会最後の出場国を決める予選3試合（アジア4次予選（AFCプレーオフ）並びに大陸間プレーオフ）が開催された。

## アジア4次予選・大陸間プレーオフ
チーム#1がホーム.

### 4次予選
| チーム #1        | スコア | チーム #2      |
| ---------------- | ------ | -------------- |
| アラブ首長国連邦 | 1 - 2  | オーストラリア |

### 大陸間プレーオフ

#### AFC v CONMEBOL
| チーム #1      | スコア             | チーム #2 |
| -------------- | ------------------ | --------- |
| オーストラリア | 0–0 (延長) (5–4 p) | ペルー    |

#### CONCACAF v OFC
| チーム #1  | スコア | チーム #2        |
| ---------- | ------ | ---------------- |
| コスタリカ | 1 - 0  | ニュージーランド |

## 2022 FIFAワールドカップ
| 開催日   | 時間(UTC+3) | チーム#1       | 結果  | チーム#2       | ラウンド   | 観衆   |
| -------- | ----------- | -------------- | ----- | -------------- | ---------- | ------ |
| 11月21日 | 22:00       | アメリカ合衆国 | 1 – 1 | ウェールズ     | Group B    | 43,418 |
| 11月23日 | 22:00       | ベルギー       | 1 – 0 | カナダ         | Group F    | 40,432 |
| 11月25日 | 13:00       | ウェールズ     | 0 – 2 | イラン         | Group B    | 40,875 |
| 11月27日 | 13:00       | 日本           | 0 – 1 | コスタリカ     | Group E    | 41,479 |
| 11月29日 | 22:00       | ウェールズ     | 0 – 3 | イングランド   | Group B    | 44,297 |
| 12月1日  | 18:00       | クロアチア     | 0 – 0 | ベルギー       | Group F    | 43,984 |
| 12月3日  | 22:00       | アルゼンチン   | 2 – 1 | オーストラリア | ラウンド16 | 45,032 |